# Puya gilmartiniae
Puya gilmartiniae là một loài thực vật có hoa trong họ Bromeliaceae. Loài này được G.S.Varad. & A.R.Flores miêu tả khoa học đầu tiên năm 1990. Chúng là loài đặc hữu của Chile.